# 鳄咀花属
鳄咀花属（学名：Clinacanthus）是爵床科下的一个属，为披散草本植物。该属共有2种。